# 太陽倒數
《太陽倒數》（英語：Sunshine）是一部於2007年上映的英國災難科幻電影，由丹尼·鮑伊執導，安德魯·麥當奴監製，亞力克斯·嘉蘭編劇。主演包括席尼·墨菲、蘿絲·拜恩、克利夫·柯蒂斯、克里斯·埃文斯、特羅伊·格雷提、以及亞裔影星真田廣之、黃凱旋、楊紫瓊等。
電影於2007年4月5日於英國上映。

## 劇情
故事講述在西元2045年時，太陽活動逐漸減緩並快將熄滅，地球逐漸冰封，人類面臨與之共同滅亡，科學家決定將質量相當於曼哈頓的恆星炸彈（stellar bomb）向太陽投射，並將在核心引爆，由太陽內部再造新恆星。
2057年，載有八名船員的「伊卡魯斯2號」（Icarus Ⅱ）太空船自地球出發，負責運送巨型炸彈，執行拯救人類的任務。心理學家喜歡待在觀測室沐浴於接近造成永久傷害的烈陽之下，並建議其他船員在不傷身的情況下嚐試，以取得全新的心靈體驗。
在航行到水星附近時，通訊員突然接收到奇怪信號，船長認為就是七年前神秘失蹤的「伊卡魯斯1號」太空船。工程師主張棄之不顧，因為這次的任務是再造恆星拯救地球，並不是救人。況且時隔七年，給養不敷所需，船上必無活口。船長認為伊卡魯斯1號所攜帶的恆星炸彈及其他設備或許有助於增加任務成功率。工程師同意表決，但心理學家認為應由物理學家單獨決定，船長同意。物理學家經計算後，認為並無必成的把握，若多出一個投射機會總是好事。船長下令改變航線，領航員進行調整，卻忘了對護盾的角度作出相應改變。部份外殼因而損毀。
船長率通訊官出艙修復。為防損壞擴大，必須將護盾轉向正確位置。在外維修的兩人勢必要曝露於致命性的烈陽下。通訊官及時逃回船內，船長捨身修好最後的故障。植物培養艙也連同氧氣罐被毀。根據計算，所餘的氧氣不足以供應至任務完成。但植物學家另有計算，只要艙內人數只剩一半，便能勉強支持至完成任務為止。
船體損壞及船長陣亡令領航員內疚至精神崩潰，被注射大量鎮靜劑在醫療室內沉睡。其餘人終於開著伊卡魯斯2號到達1號的位置。大副率物理學家、工程師、及心理學家入內探查，發現冷卻系統損壞，電腦完全失效。全船不但已無法駕駛，若非有2號在前面擋著，1號內部大部分空間也會因強光高熱而無法居住。
眾人正探查中，連接兩船的連結艙竟然斷裂，眾人無法回到2號。工程師找到一套太空衣，便為物理學家穿上。大副至為忿怒，要求將太空衣交給他。但物理學家乃是任務核心，擁有最高優先權。工程師靈機一動，撕下艙中隔熱材料將自己裹得嚴實，以便抵禦艙外接近絕對零度的嚴寒。由於電腦已無法操作，心理學家自願留下，手動打開艙門讓其他三人出艙。由於連結艙已損壞，沒人能回去救他，甚至艙門打開後也無法恢复氣密。穿著太空衣的物理學家順利回到2號，並在入艙前抓住把自己裹得目不視物的工程師。而大副被彈入了無生機的太空中。心理學家協助三人回去後，一個人來到觀測艙，在2號離開後，在毫無遮蔽下在艙內任令強光與高熱吞噬。
工程師認定連結艙遭人為破壞。由於所有人都集體行動，只有領航員一個人躺在醫療室，而他對任務已起不了任何作用。植物學家提醒，必須要再減少一個人才有足夠的氧氣完成任務。眾人同意這個人必須是領航員，工程師自願動手。但在此之前，領航員早已自盡。工程師將所有人命都算到主張更改航向的物理學家頭上，兩人大打出手，但隨即因氧氣過度稀薄而難乎為繼。
物理學家冷靜下來後要求電腦計算任務成功概率，意外得知竟還有身份不明的第五人待在觀測艙。孤身前去查看時，竟發現是已遭嚴重曬傷的「伊卡魯斯1號」艦長平貝克（Pinbacker）。他自稱曾經與神對話，認為人類渺小、只是宇宙中的星塵，必須滅亡。而他將成為最後一名存活的人類，成為最接近神的存在。
物理學家逃入外出艙中將自己反鎖。平貝克無法進入，遂將艙門另一側也鎖起來，轉身去殺了植物學家，破壞冷卻系統。駕駛員趁平貝克「對付」領航員的遺體時逃入載有恆星炸彈的酬載艙中。工程師捨身潛入冷卻液中，在被凍死前修好部份機構，並告知物理學家再來應如何進行。由於被鎖著回不去，物理學家拆鬆向內艙門，穿上太空衣後手動打開外出艙門，利用氣壓差爆開內艙門，回到船內空間。
剩下的人死的死，失蹤的失蹤。物理學家進入酬載艙中，手動與主船體分離。酬載艙向太陽核心而去。
駕駛員與平貝克原來都在酬載艙中。三人大打出手，終於制伏平貝克並順利引爆炸彈，使太陽重現光芒，灑向冰封的地球。

## 演員

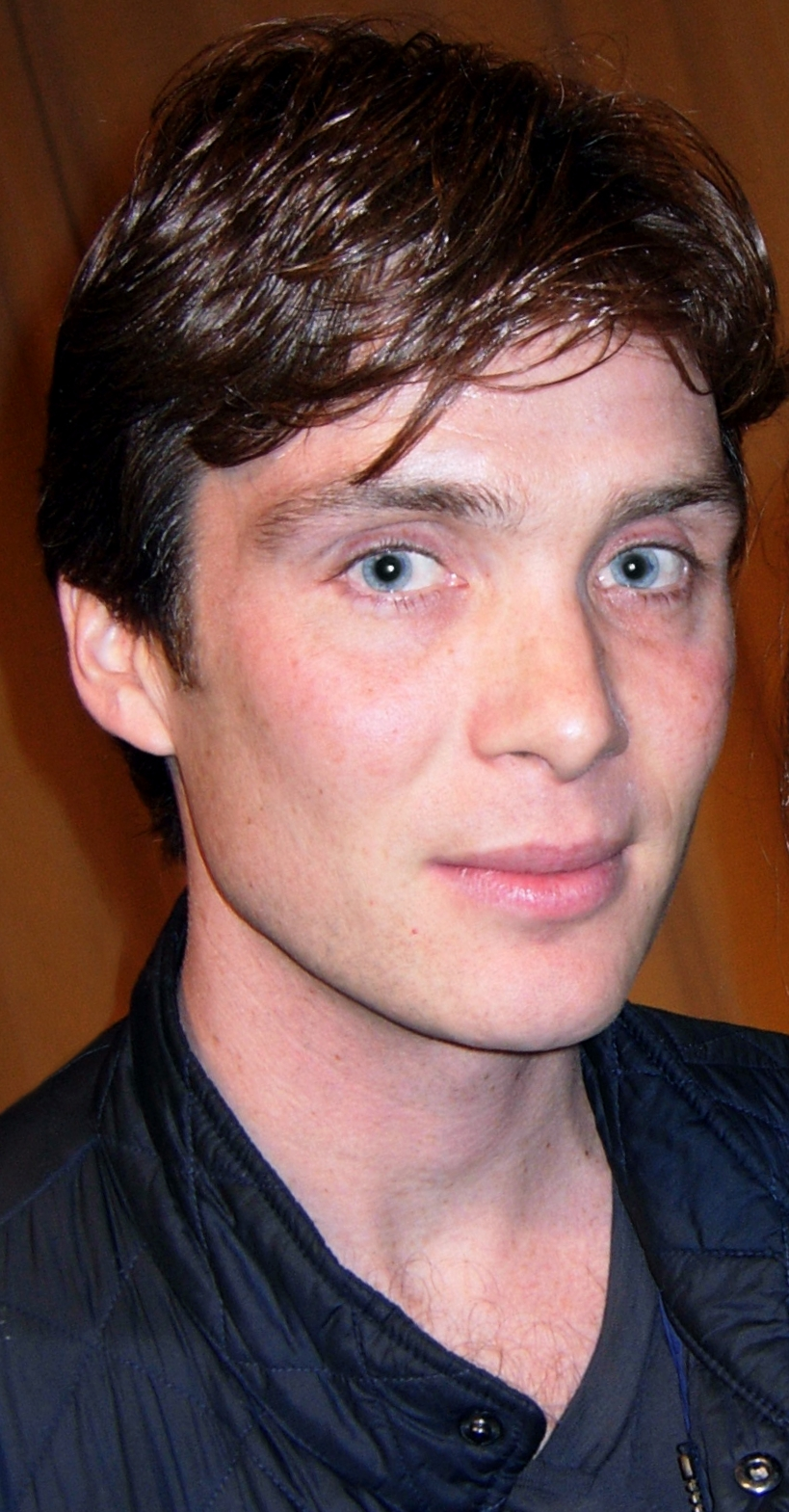
席尼·墨菲飾演物理學家羅伯特·卡帕

| 演員          | 角色           | 備註                                    |
| ------------- | -------------- | --------------------------------------- |
| 席尼·墨菲     | 羅伯特·卡帕    | 物理學家，計劃中心                      |
| 蘿絲·拜恩     | 凱西           | 飛行員                                  |
| 克利夫·柯蒂斯 | 塞爾           | 醫生兼心理學家                          |
| 克里斯·埃文斯 | 梅斯           | 工程師，負責太空船維修                  |
| 特羅伊·格雷提 | 哈維           | 大副兼通訊官                            |
| 真田廣之      | Kaneda（金田） | 船長                                    |
| 黃凱旋        | 特雷           | 領航員                                  |
| 楊紫瓊        | 科拉松         | 植物學家，負責長期航行所需食物及氧氣    |
| 馬克·史壯     | 平貝克         | 第一次任務失敗全員失蹤的伊卡魯斯1號艦長 |

## 評價
爛番茄新鮮度76%，基於164條評論，平均分為6.8/10，而在Metacritic上得到64分，收穫普遍好評。

## 榮譽
電影獲得2008年英國獨立電影獎最佳技術成就獎，並在2007年及2008年被提名至其他幾個獎項。
| 頒獎典禮                 | 獎項                   | 名字                                                         | 結果 |
| ------------------------ | ---------------------- | ------------------------------------------------------------ | ---- |
| 2008年英國獨立電影獎     | 最佳技術成就           | Mark Tildesley                                               | 獲獎 |
| 2008年英國獨立電影獎     | 最佳男演員             | 席尼·墨菲                                                    | 提名 |
| 第13屆帝國獎             | 最佳英國電影           | ————                                                         | 提名 |
| 第13屆帝國獎             | 最佳科幻/奇幻          | ————                                                         | 提名 |
| 標準晚報英國電影獎       | 最佳電影分數           | 約翰·墨菲                                                    | 提名 |
| 標準晚報英國電影獎       | 最佳技術成就           | 克里斯·吉爾、Alwin Kuchler                                   | 提名 |
| 第5屆愛爾蘭電視電影獎    | 最佳電影男演員獎       | 席尼·墨菲                                                    | 提名 |
| 第28屆倫敦影評人協會獎   | 年度最佳英國導演       | 丹尼·鮑伊                                                    | 提名 |
| 拉斯維加斯電影評論家協會 | 最佳影片               | ————                                                         | 提名 |
| 洛杉磯電影節             | 最佳影片               | ————                                                         | 提名 |
| 第12屆衛星獎             | 最佳藝術指導和生產設計 | Mark Tildesley、Gary Freeman、Stephen Morahan、Denis Schnegg | 提名 |
| 第34屆土星獎             | 最佳科幻電影           | ————                                                         | 提名 |

## 彩蛋
在伊卡魯斯2號的船員登上伊卡魯斯1號時，在手電筒照到攝影機時，會突然出現伊卡魯斯1號組員的照片。

## 外部連結
- 官方网站
- 互联网电影数据库（IMDb）上《太陽倒數》的资料（英文）
- AllMovie上《太陽倒數》的资料（英文）
- Box Office Mojo上《太陽倒數》的資料（英文）
- 爛番茄上《太陽倒數》的資料（英文）
- Metacritic上《太陽倒數》的資料（英文）